# Mombasa (pjesma)
Mombasa je naziv najpoznatije pjesme finske pop-pjevačice Taiske (Hannele Aulikki Kauppinen), koja ju je proslavila 1975. godine.

## Opis
Pjesma Mombasa, nazvana po jednom kenijskom gradu, najpoznatija je Taiskina pjesma, iz 1975. Taiska je za tu pjesmu iskoristila melodiju jedne skladbe talijanskog skladatelja Fabija Frizzija. Skladba, nazvana Ibo lele, jedna je od glazbenih podloga skladanih za talijanski erotski film Amore libero - Free Love (1974.). Taiski se skladba svidjela te je zadužila Jyrkija Lindströma da napiše tekst pjesme. Sama je pjesma bila prava uspješnica te je njome Taiska stekla popularnost.

## U popularnoj kulturi
- Mombasa je poslužila redatelju Hannuu Tuomainenu da snimi film Menolippu Mombasaan.[5]
- Mombasa je spomenuta u knjizi Crime Novel: Nordic noir like nothing you've read before Petrija Tamminena.[6]